# CP série 2000/2050/2080
 (septembre 2022).
Si vous disposez d'ouvrages ou d'articles de référence ou si vous connaissez des sites web de qualité traitant du thème abordé ici, merci de compléter l'article en donnant les références utiles à sa vérifiabilité et en les liant à la section « Notes et références ».
La série 2000/2050/2080 est une série d'automotrices électriques des chemins de fer portugais.

## Production
- UTE - 1re Série :
  - Motrices : 9 0 94 9 142001 à 9 0 94 9 142025
  - Remorques : 9 0 94 5 992001 à 9 0 94 5 992025
  - Remorques pilote : 9 0 94 5 002001 à 9 0 94 5 002025

- UTE - 2e Série :
  - Motrices : 9 0 94 9 142051 à 9 0 94 9 142074
  - Remorques : 9 0 94 5 992051 à 9 0 94 5 992074
  - Remorques pilote : 9 0 94 5 002051 à 9 0 94 5 002074

- UTE - 3e Série :
  - Motrices : 9 0 94 9 142081 à 9 0 94 9 142090
  - Remorques : 9 0 94 5 992081 à 9 0 94 5 992090
  - Remorques pilote : 9 0 94 5 002081 à 9 0 94 5 002090